# Wünschelrute

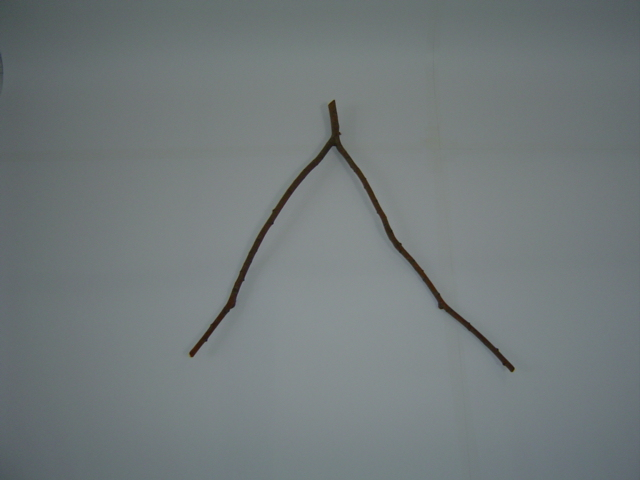
Hölzerne Wünschelrute

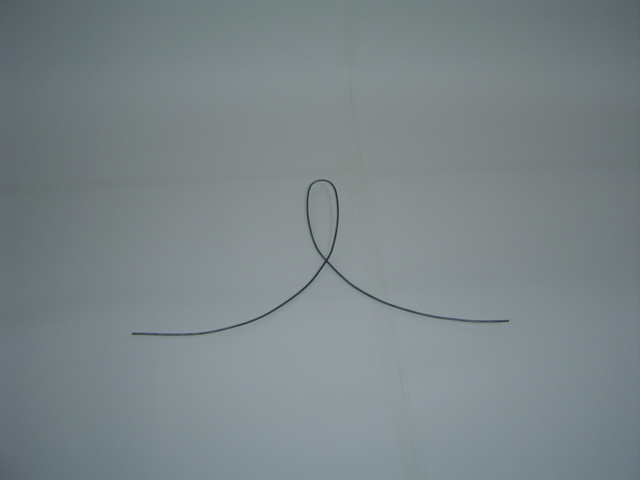
Metallrute

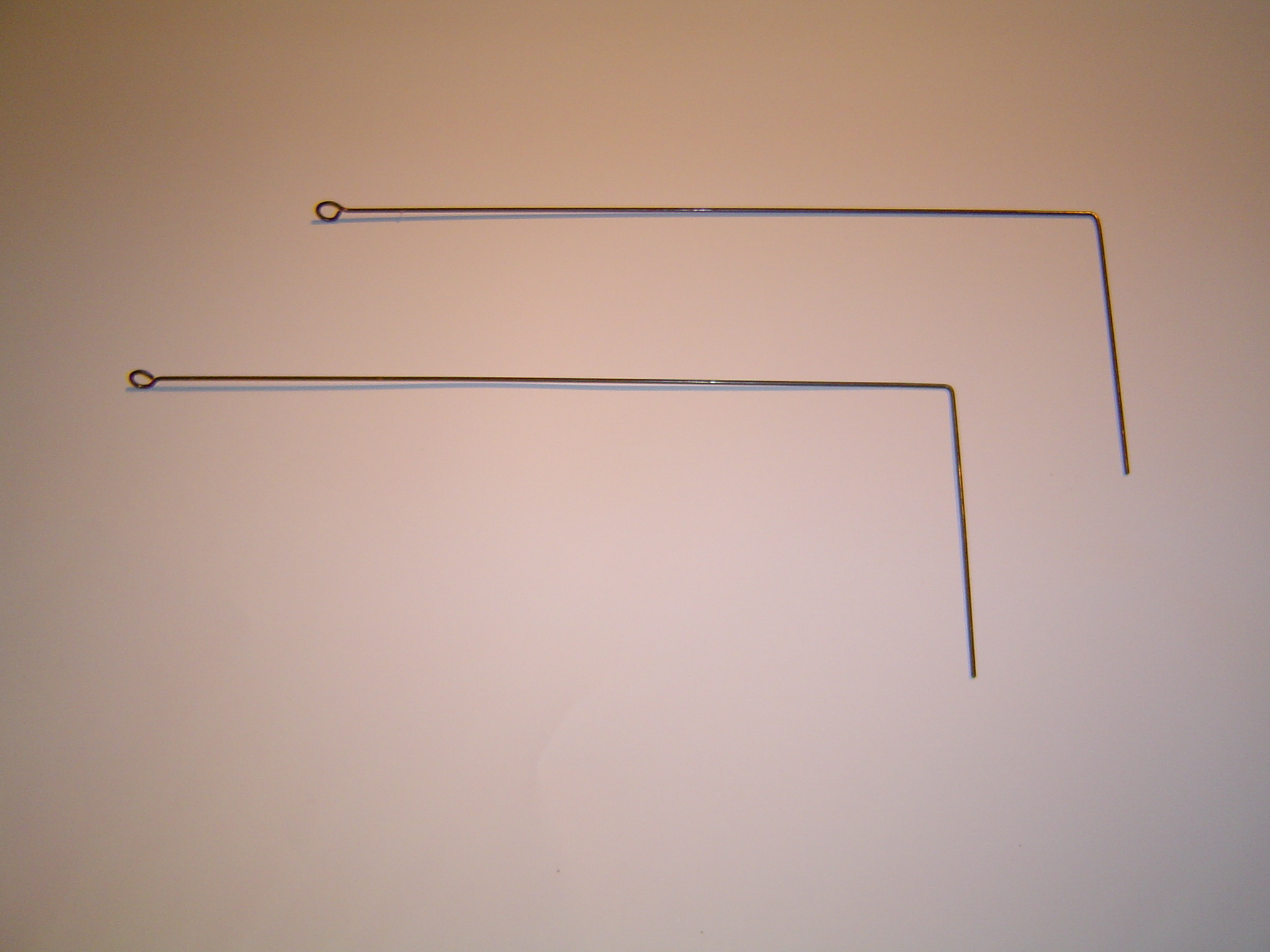
Winkelrute

Die Wünschelrute ist ein zumeist Y-förmig gegabeltes, aus einer Astgabel oder gebogenem Draht gefertigtes Instrument, das in der Hand eines sogenannten Rutengängers auf Anziehungskräfte oder Ausstrahlungen von Erzen und Metallen, Wasseradern, geologischen Verwerfungen oder verborgenen Gegenständen im Erdreich reagieren soll. Diese Vorstellung wurde erstmals im Spätmittelalter dokumentiert, konnte jedoch noch nie wissenschaftlich nachgewiesen werden. Die Lehre von solchen angeblichen Strahlungswirkungen heißt Radiästhesie.
In jüngerer Zeit finden auch L-förmige Winkelruten und antennenförmige Einhandruten („Tensoren“) als Wünschelruten Verwendung. Bei Winkelruten werden die Schäfte aneinandergelegt oder überkreuzt gehalten, bei Tensoren ist am Rutenende ein Ring oder eine Kugel befestigt. Einhandruten dieser Art werden auch in der Alternativmedizin eingesetzt.

## Etymologie
Das Wort Wünschelrute leitet sich her von ahd. wunsciligerta, das in den althochdeutschen Glossen als Übersetzung für lat. caduceus, den geflügelten Stab des Hermes, erscheint. Das Kompositum mit der Verkleinerungsform von ahd. wunsc „Wunsch“ wird mit der Bedeutungsmöglichkeit „Glück, Heil“ erklärt und wunsciligerta von Jacob Grimm als „gerte, durch deren besitz man alles irdischen heils theilhaftig wird“ gedeutet.
Im Alt- und Mittelhochdeutschen (mhd. wünschelruote, auch wünschelrîs, wünschelwip, wünschelgerte) bezeichnet das Wort allgemein einen Stab oder eine Gerte mit Wunder- oder Zauberkraft, die dem Besitzer besondere Macht verleihen, so auch im Nibelungenlied erklärt (der daz hêt erkunnen, der möhte meister sîn / wol in aller werlde über iêslichen man: „der das erforscht hatte, der konnte Meister sein wohl in der ganzen Welt über jeglichen Menschen“). Daneben wird es mittelhochdeutsch auch als Umschreibung des Penis (Konrad von Megenberg: schwantz oder wuntzelruht) verwendet sowie in Anknüpfung an die christliche Deutung der Wurzel Jesse als ein Bildmotiv des Marienlobs (Gottfried von Straßburg: „der genade ein wünschelruote“) oder allgemeiner des Frauenlobes (im Jüngeren Titurel über Sigune: du wünschelruot des grales).
Die heute übliche Verwendung des Wortes speziell als Bezeichnung einer meist gabelförmigen Rute zum Aufspüren von verborgenen Materialien ist seit frühneuhochdeutscher Zeit belegt.

## Geschichte
Der genaue historische Ursprung von Wünschelruten ist unbekannt. In älteren Kulturen ist vielfach von Ruten oder Stäben mit Wunderkraft die Rede, etwa dem bereits erwähnten Stab des Hermes (Griechische Mythologie), der die Pforten zur Unterwelt öffnet, oder dem Mosesstab, der in der Wüste Wasser aus dem Fels springen lässt (Num. 20,11).
Stäbe oder Ruten für mantische und divinatorische Praktiken sind seit dem Altertum als Rhabdomantie bekannt. Eindeutige Belege für das Wünschelrutengehen im heutigen Verständnis finden sich erst seit dem späten Mittelalter.

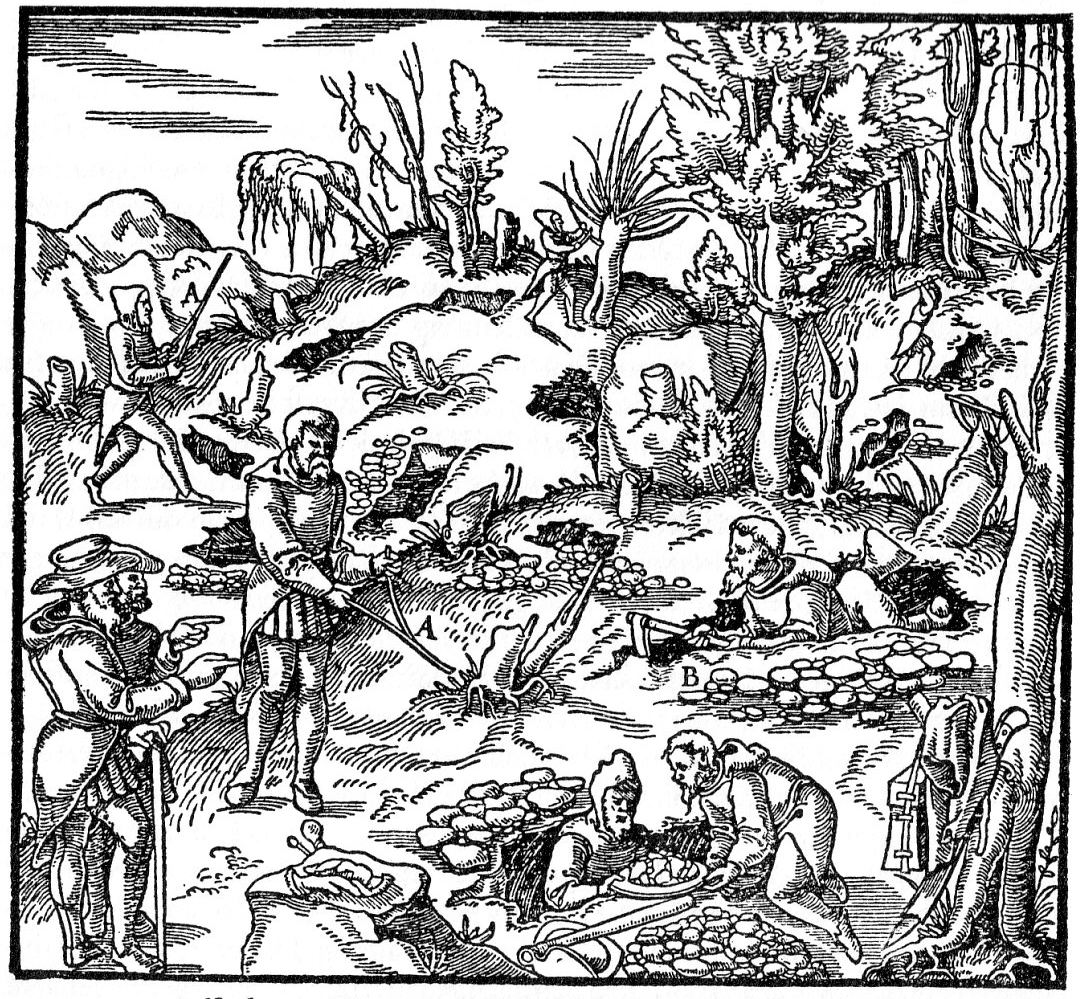
Mit Wünschelrute dargestellte Bergleute und Erzsucher in Agricolas De re metallica 1556

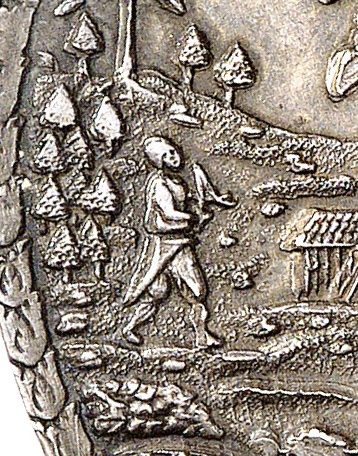
Erzsucher mit Wünschelrute im Oberharzer Bergbau, auf einem Löser zu 1½ Talern, Herzog Ernst August, Fürst von Calenberg, 1681

Um 1430 bietet der Goslarer Bergmeister Andreas de Solea den ältesten bekannten Beleg für die Vorstellung, dass eine Rute auf die Ausstrahlung von Metallen reagiert. Aus dem 15. Jahrhundert sind einige wenige Anleitungen zur Herstellung und Benutzung von Wünschelruten erhalten sowie Beschwörungstexte, die bei oder vor der Benutzung der Ruten gesprochen werden mussten. Im Jahre 1517 erwähnt Martin Luther in seiner Auslegung der Zehn Gebote unter den Verstößen gegen das Erste Gebot neben anderen magischen Praktiken auch die Suche mit der „virga divinationis“ nach verborgenen Schätzen. Georgius Agricola schließlich, der sie 1530 im Glossar zu seinem Bermannus als „Virgula diuina / die rute“ kurz erwähnt und in den Frontispizen seiner Druckausgaben als Signum der Montanforschung auch regelmäßig den Hermesstab abbilden ließ, widmet der virgula furcata (gegabelten Rute) 1556 in seiner Schrift De re metallica die erste ausführliche, auch erstmals von der Abbildung eines Rutengängers begleitete Behandlung.
Demnach war das Rutengehen zu Agricolas Zeit eine unter Bergleuten verbreitete und entwickelte – nämlich durch Bevorzugung spezifischer Hölzer für bestimmte Metalle – kunstgerecht differenzierte Technik, die jedoch auch bereits sehr umstritten war: Während Kritiker sie für nutzlos erklärten oder als Erklärung für die Wirkung nicht eine Anziehungskraft der Metalle, sondern nur die Zaubersprüche der Rutengänger gelten lassen wollten, erklärten Befürworter, dass der Erfolg nicht von Zauber, sondern von der Größe der Rute, ihrer gegabelten Form, der Anziehungskraft der Metalle, der Handhabung der Rute und außerdem davon abhängig sei, dass der Rutengänger nicht eine besondere hinderliche Veranlagung besitze, die die Anziehungskraft der Metalle außer Kraft setze und verantwortlich dafür sei, dass Überprüfungen durch ungeeignete Personen fehlschlügen. Agricola selbst schlug sich hierbei auf die Seite der Kritiker, indem er die Wirkung den Zaubersprüchen, die er nicht wiedergeben wollte, und dem Zufall sowie seiner geschickten Ausnutzung durch die Rutengänger zuschrieb und im Übrigen empfahl, bei der Auffindung der Metalle stattdessen auf deren natürliche Anzeichen zu achten.
Im Jahre 1692 erregte in Frankreich Jacques Aymar Aufsehen aus Anlass eines Mordfalls in Lyon, indem er mithilfe seiner Rute angeblich Beweismittel entdeckte, die am Tatort vergraben waren, außerdem mit der Rute einen der Täter aufspürte und überführte und den Fluchtweg zweier weiterer Mittäter bis an die Grenze nachverfolgen konnte. Experimentelle Überprüfungen seiner Fähigkeiten unter der Aufsicht des Prince de Condé, bei denen Aymar gezielt über den tatsächlichen Hergang der aufzuklärenden Vorfälle getäuscht wurde, sollen aber die Wirksamkeit seiner Methode falsifiziert haben.

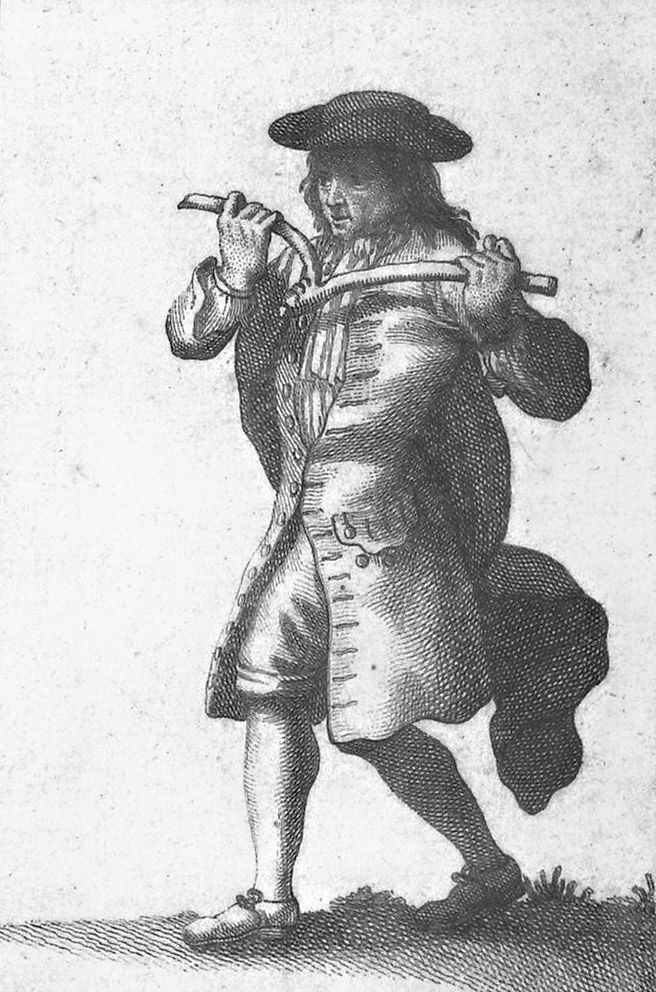
Stich eines Wünschelrutengängers aus dem 18. Jahrhundert

Im 18. Jahrhundert veröffentlichte der französische Physiker Thouvenel mehrere Denkschriften über zwei Quellenfinder, Bleton und Pennet, und diese Versuche wurden in Italien von Fortis und Amoretti, in Deutschland von Johann Wilhelm Ritter, Franz Xaver von Baader und Kieser fortgesetzt. Sie glaubten an eine besondere „elektrometrische“ Kraft, die bei reizbaren (sensitiven) Personen durch Metalladern oder unterirdisches bewegtes Wasser erregt wird. Diese Kraft soll sich neben Bewegungen in der Hand gehaltener Gegenstände auch in körperlichen Empfindungen bis hin zu Konvulsionen geäußert haben.
Statt des Holzstabes benutzten mehrere dieser „Metall- und Quellenspürer“ auch den sogenannten „bipolaren Zylinder“ und das „siderische Pendel“. Diese Werkzeuge wurden insbesondere von dem Italiener Francesco Campetti verwendet, mit dem Amoretti und die Physiker der Münchener Akademie in den ersten Jahrzehnten des 19. Jahrhunderts experimentierten. Der bipolare Zylinder ist ein zwischen Zeigefinger und Daumen gehaltener Metallstab, das siderische Pendel ein an einem Faden aufgehängtes Stück Kohle oder Schwefelkies, das unter dem Einfluss verborgener Metalle und strömenden Wassers in Schwingungen geraten sollte.
Als Erklärung wurden tierische Elektrizität, der damit verbundene „tierische Magnetismus“ und ähnliche Konzepte wie Tellurismus und Siderismus sowie die Lebenskraft „Od“ von Karl von Reichenbach herangezogen. Schließlich begründeten unter anderem Gilbert, Marechaux, Erman und Pfaff die Auffassung, dass es sich dabei lediglich um unbewusste ideomotorische Bewegungen handle. Bereits Zeidler hatte in seinem 1700 erschienenen Pantomysterium dargelegt, dass die Rute sich bewegt, wenn ihr Träger den gesuchten Gegenstand auch nur gefunden zu haben glaubte.
In den 1930er Jahren unternahmen der Physiker Josef Wimmer und Joseph Wüst Forschungen über Wünschelruten (teilweise am Lehrstuhl für Anatomie in München bei Benno Romeis). Wimmer sorgte auch für die Verwendung der Wünschelrute als Leiter der Angewandten Geologie beim SS-Ahnenerbe.

## Gegenwart

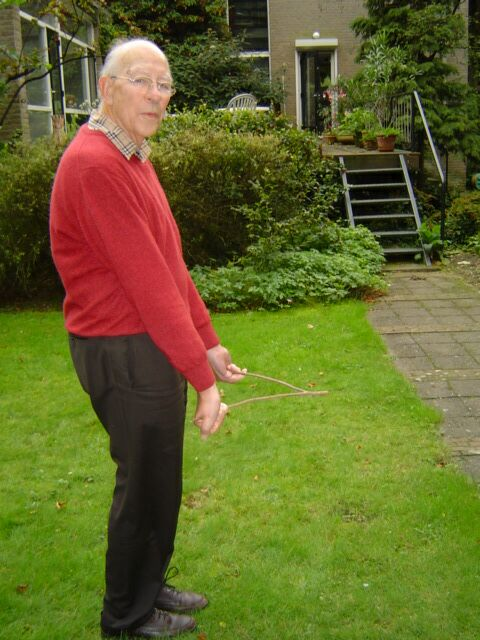
Rutengänger

Auch heute gilt die Wünschelrute manchen Menschen als geeignetes Instrument, um „Wasseradern“ aufzuspüren. Wünschelrutengänger werden sowohl von Privatpersonen als auch Unternehmen beauftragt. So setzte die Deutsche Gesellschaft für Technische Zusammenarbeit Rutengänger für die Wassersuche bei Projekten im Brunnenbau ein. Die Autobahnen- und Schnellstraßen-Finanzierungs-Aktiengesellschaft ASFINAG, die das Netz der Autobahnen und Schnellstraßen in Österreich betreibt, setzte neben anderen Maßnahmen zur Unfallreduzierung bis 2007 auch Wünschelrutengänger und Pendler ein.
Manchmal werden moderne Wünschelruten in Form von Hightech-imitierenden Spürgeräten hergestellt, deren Funktionsweise sich aber nicht von den klassischen Wünschelruten unterscheidet. Die New York Times berichtete 2009 über ein Gerät mit einer Antenne, welches im Irak zum Aufspüren von Sprengstoff und Drogen eingesetzt wird. Eine Überprüfung des Gerätes ergab, dass es zum Auffinden von Sprengstoff und Drogen ungeeignet ist. Der Irakische Innenminister Jehad al-Jabiri hält jedoch an einer Funktionstüchtigkeit des Gerätes fest. Vergleichbare Geräte konnten ebenfalls keine Erfolge erzielen, die über ein zufälliges Aufspüren von Sprengstoff hinausgehen.

## Beurteilung
Anlässlich der Direktorenkonferenz der geologischen Landesämter und der Landesämter für Bodenforschung der Bundesrepublik Deutschland wurde bereits am 23. März 1950 von den teilnehmenden Professoren folgende Erklärung veröffentlicht:

„Die Geologie fast aller Kulturstaaten, besonders in Deutschland, hat sich seit langen Jahren, um nichts unversucht zu lassen, mit zahlreichen exakten Prüfungen der Wünschelrute (des Pendels und Apparaten nach Art der Wünschelrute) beschäftigt. Sie hat keine Gelegenheit unterlassen, Angaben von Wünschelrutengängern mit den tatsächlichen Verhältnissen des Untergrundes zu vergleichen. Das klare Ergebnis ist, daß ein Zusammenhang zwischen Wünschelruten-(Pendel-)Ausschlag und Untergrund nicht erwiesen, ja noch nicht einmal wahrscheinlich gemacht worden ist.
 Die Direktoren der genannten geologischen Landesämter müssen daher nachdrücklichst darauf aufmerksam machen, daß die Wünschelrute zum Aufsuchen von Bodenschätzen jeglicher Art, einschließlich Wasser, völlig unbrauchbar ist. Vor allem muß bei allen Arbeiten, die ganz oder teilweise durch öffentliche Mittel finanziert werden, aufgrund der wissenschaftlichen Erkenntnis die Verwendung der Wünschelrute entschieden abgelehnt werden.“

In den Naturwissenschaften besteht heute der Konsens, dass die behaupteten physikalischen Wirkungszusammenhänge nicht existieren. Das Ausschlagen der Wünschelrute oder vergleichbarer Pendelinstrumente wird stattdessen oft als der Effekt eines ideomotorischen Prozesses erklärt (Carpenter-Effekt), bei dem die mentale Vorstellung einer bestimmten Bewegung unbewusste Bewegungsimpulse in denjenigen Muskeln auslöst, die zur Ausführung der Bewegung erforderlich sind.
Nach einer Anfrage des Bundestagsabgeordneten Franz Heinrich Krey bewilligte die Bundesregierung Mittel zur Untersuchung möglicher Zusammenhänge zwischen den sogenannten Erdstrahlen und Krebserkrankungen. Mit der Durchführung dieser Untersuchungen, die unter dem Namen „Scheunen-Experimente“ bekannt geworden sind, wurden die Professoren König und Betz 1986 in München beauftragt. Der eigentliche Forschungsauftrag konnte dabei nicht erfüllt werden. Die Ergebnisse zeigten jedoch, dass „die Treffsicherheit durchschnittlicher Rutengänger in den durchgeführten Testreihen schlecht“ und „in den meisten Fällen kaum oder nicht vom Zufall zu unterscheiden war“. Einige Rutengänger wiesen laut Betz und König aber „bei speziellen Aufgaben eine außerordentliche Treffsicherheit auf, welche kaum oder nicht durch den Zufall erklärt werden kann“. Diese Interpretation wurde unter anderem von James Thomas Enright nachhaltig kritisiert. Enright bemängelte dabei die nachträgliche Wahl des Verfahrens zur Datenanalyse. Er stellte fest, dass bei Anwendung gängiger statistischer Verfahren alle Ergebnisse im Bereich der statistisch erwartbaren Zufallswerte lägen.
Die Gesellschaft zur wissenschaftlichen Untersuchung von Parawissenschaften (GWUP) hat der Vorgehensweise von Betz und König ebenfalls nachdrücklich widersprochen und führte daraufhin eigene experimentelle Überprüfungen durch, bei denen sich nach Angabe des Vereines ebenfalls keine signifikanten Abweichungen von den zu erwartenden Zufallstreffern erkennen ließen. Nach Einschätzung der GWUP seien weltweit alle „gut kontrollierten und doppelblind durchgeführten Versuche, die die verschiedensten Behauptungen von der Wassersuche über das Finden von Gold bis hin zur Suche nach elektrischen Leitungen prüften, bisher negativ ausgegangen (…)“.